# Liberty of Action
Liberty of Action ist das 2011 erschienene, sechste Studioalbum der deutschen Band The BossHoss. Das Album ist der bisher größte kommerzielle Erfolg der Band.

## Titelliste
1. Liberty of Action (Power)
2. Don’t Gimme That (Bobbit/Power)
3. Live It Up (Power)
4. The Answer (Power)
5. I Keep on Dancing (Power)
6. My Way (Power)
7. Still Crazy 'Bout Elvis (Power/Leiber/Stoller/Vonne/Williamson)
8. Hayday (Power)
9. My Country (Schneider/Lorenz/Lindemann/Landers/Kruspe/Riedel)
10. Sex on Legs (Power)
11. Riding High, Singing Low (Power)
12. Money (That’s What I Want) (Gordy/Bradford)
13. Run Run Devil (Power/Garvey)
14. Killers (Kilmister/Campbell/Dee)

Bonustracks auf der Deluxe-Version
1. L.O.V.E. (Kaempfert/Gabler)
2. Dr. Kitch (Roberts)
3. My Way (Drifter Version) (Power)
4. Hey Baby Don’t Gimme That (Mississpi Beat Machine) (Power)

Bonustracks auf der Black Edition
1. Deals With the Devil (Power)
2. Nothing but the Best (Power)
3. Do You Wanna Touch Me (Oh Yeah) (Glitter/Leander)
4. Run Run Run (Reed)
5. Mad Man Blues (Hooker)

Auf iTunes erschien das Album mit einem weiteren Bonus-Stück, genannt Burning Love.

## Allgemeines

### Geschichte
Im Juli und August 2010 war die Band unterwegs durch Texas, speziell in Austin, San Antonio und Houston, wo sie sich Inspiration für das neue Album holte. Die Band spielte drei kleine Shows, unter anderem im Continental Club in Austin, darauf schrieb die lokale Presse Artikel mit Überschriften wie Holy Scheiße, oder Sturm und Twang, so Hoss Power. Zudem ließ sie in Texas Fotos für das Cover und das Booklet machen. Der Deluxe-Version ist ein Poster beigelegt, das die ganze Band vor der Kapelle Gay Hill zeigt und auf der Rückseite das Albumcover im Großformat. Auszüge der Tour durch Texas sind auf der der Deluxe-Edition beigelegten DVD zu sehen.
Im Dezember 2011 sagte die Band über das Album: „Zum ersten Mal habe ich so ein Grundgefühl, dass ich mit einem ganzen Album rundum zufrieden bin: Es gibt zu jedem Song einen Bezug, jeder Song ist ausgereift und rund. Das Spannende bei diesem Album ist, dass es vom Sound her so homogen ist, aber es trotzdem total unterschiedliche Songs sind, weshalb ich mich gar nicht auf einen festlegen kann. Aber klar, ‚Don’t Gimme That‘ ist auf jeden Fall ein Song, der sehr, sehr stark für dieses Album steht, weil sich unser Sound ja doch noch mal sehr stark gewandelt hat.“
Im Dezember 2012 erschien die sogenannte „Black Edition“ des Albums mit einigen neuen Titeln und einer anderen beigelegten DVD, No Deals with the Devil – The Uncensored Band Documentary genannt. Für die überarbeitete Neuauflage des Albums wurde Deals with the Devil als Single ausgekoppelt. 2013 wurde das Album für den Echo nominiert.

### Musikalische Gestaltung
Erstmals nach Internashville Urban Hymns treten Gastautoren auf oder werden als Autoren aufgeführt, weil die Band sich Teilen ihrer Stücke bediente. Auch Hank Williamson komponierte auf Still Crazy ’Bout Elvis, abermals nach Crazy About Mary von dem Album Do or Die ein Lied mit.
Auf einigen Stücken ist The Tijuana Wonderbrass als Bläsergruppe zu hören. Als Gastsänger treten Nena, Rea Garvey, Jesse Hughes und Patricia Vonne auf. Zudem sind auf der „Black Edition“ die Eagles of Death Metal und Triggerfinger zu hören. Als Produzent, Arrangeur und Abmischer war Hoss Power tätig. Guss Brooks betätigte sich, abermals nach Low Voltage, als Toningenieur. Das Grafikdesign wurde, wie bei jedem Album der Band, von Boss Burns als Werbedesigner gestaltet.

## Erläuterungen zu den Stücken

### Liberty of Action
Das Titellied wurde nie als Single ausgekoppelt.

### Don’t Gimme That
Der Funk-Titel entstand aus einem Sample des Liedes Give It Up or Turnit a Loose von James Brown aus dem Jahr 1969. Erneut wurde hier auf die Tijauana-Wonderbrass-Bläsergruppe zurückgegriffen, die schon auf Low Voltage zu hören war.

### I Keep on Dancing
Das Alternative-Rock-Stück I Keep on Dancing weist wieder eine hohe Dynamik auf. Zudem sind Ähnlichkeiten mit Stücken der Beatsteaks zu bemerken. Im letzten Refrain ist deutlich das Overdubbing von Powers Stimme hörbar. Für die Wiederveröffentlichung „Black Edition“ wurde das Lied neu eingespielt.

### Still Crazy ’Bout Elvis
Der Titel ist eine Hommage von The BossHoss und der Texanerin Patricia Vonnes an Elvis Presley mit Textzeilen wie and I if would be a girl, I would marry him (und wenn ich ein Mädchen wäre, würde ich ihn heiraten) und and if he would still be there, he would be my teddy bear (und wenn er immer noch hier wäre, würde er mein Teddybär sein). Der Refrain wird teilweise dreistimmig gesungen. In diesem Stück steht vor allem das Keyboard und nicht die Gitarre im Vordergrund. Im Intro und der Bridge werden Elemente des Presley-Songs Jailhouse Rock eingebunden.

### My Country
My Country ist ein Cover des Rammstein-Lieds Mein Land und wurde als B-Seite der Rammstein-Single veröffentlicht. Die Band hatte sich schon 2009 gewünscht, von The BossHoss gecovert zu werden.

### Money (That’s What I Want)
Das Lied wurde zusammen mit dem Frontmann der Band Eagles of Death Metal, Jesse Hughes aufgenommen. Auf dem Rockabilly-Song Money kommen die Backing Vocals der Band erneut zum Einsatz. Es orientiert sich stark an der Version von The Sonics, den Namensgebern der Band.

### Run Run Devil
Rea Garvey ist in dem Lied als Gastsänger zu hören.

### L.O.V.E
L.O.V.E wurde als Cover mit Nena als Gastsängerin aufgenommen und bedient sich erneut der Tijuana Wonderbrass. Das Stück wurde im Soundtrack zum Film Rubbeldiekatz verwendet.

### Dr. Kitch
Der Text des Liedes ist aus der Sicht eines Arztes geschrieben, der eine Injektion setzt; dabei bedient er sich zahlreicher sexueller Anspielungen („I pushed it in/She pulled it out“, „I can't stand the size of your needle“).

### Deals with the Devil
Für die Strophen wurde ausgiebiges Auto-Tuning verwendet, um die Kritik am Musikgeschäft („Don't wanna sing like Angels“) zu bekräftigen.

## Rezeption

### Kritiken
- Sono (Dezember 2011 / Januar 2012): „Die Basis, von der aus sie ihre Exkursionen starten, bleibt zwar urwüchsiger Rock ’n’ Roll, gewürzt mit Country-Anleihen, doch diesmal setzen sie von Beginn an auf eine deutlich größere stilistische Bandbreite. Das zeigt sich besonders eindrucksvoll bei der ersten Single ‚Don’t Gimme That‘, mit der die Cowboys von der Spree ungewohnt poppige Wege einschlagen.“[12]

- Stereo (Februar 2012): „Mit dem Pioniergeist der ersten weißen Siedler ziehen sie gen Neuland, stecken ihre Claims selbstbewusst auf den Feldern Blues, Pop, Funk und Disco (‚Sex on Legs‘) ab.“[12]

- Audio (Februar 2012): „lhr typischer Rock ’n’ Roll wird mit Calypso, Funk und Pop vermischt. Gut so, denn so werden die Songs der Berliner Cowboys nicht langweilig.“[12]

- Zur Wiederveröffentlichung von Black Edition schrieb Alternativmusik am 28. November 2012: „Bereits vor einem Jahr sorgte das Album für Überraschungen, da die Band sich entschlossen hatte, zwar nach wie vor The BossHoss zu sein, dennoch aber frische Ideen einfließen zu lassen. Riding High, Singing Low zeigte es beispielsweise, das durch den Rock’n’Roll-Flavour erfrischend neu klang. Oder auch Money (That’s What I Want), das überraschend swingt. The BossHoss konnten hier eindeutig überraschen, ohne sich zu verstellen.“[7]

### Chartplatzierungen
| ChartsChartplatzierungen | Höchstplatzierung | Wochen |
| ------------------------ | ----------------- | ------ |
| Deutschland (GfK)        | 4 (72 Wo.)        | 72     |
| Österreich (Ö3)          | 3 (61 Wo.)        | 61     |
| Schweiz (IFPI)           | 26 (31 Wo.)       | 31     |

| ChartsJahrescharts (2012) | Platzierung |
| ------------------------- | ----------- |
| Deutschland (GfK)         | 18          |
| Österreich (Ö3)           | 12          |

### Auszeichnungen für Musikverkäufe
| Land/Region        | Auszeichnungen für Musikverkäufe (Land/Region, Auszeichnung, Verkäufe) | Verkäufe |
| ------------------ | ---------------------------------------------------------------------- | -------- |
| Deutschland (BVMI) | 2× Platin                                                              | 400.000  |
| Österreich (IFPI)  | Platin                                                                 | 20.000   |
| Insgesamt          | 3× Platin ·                                                            | 420.000  |